# Fritz Platten

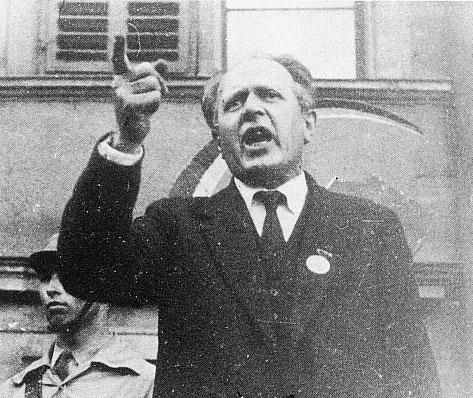
Fritz Platten przemawia w 1930

Fritz (Friedrich) Platten (ur. 8 lipca 1883 w kantonie St. Gallen, zm. 22 kwietnia 1944) – szwajcarski działacz komunistyczny, internacjonalista-leninista.

## Życiorys
Urodził się w starokatolickiej rodzinie. Od 1912 wchodził w skład władz Socjaldemokratycznej Partii Szwajcarii. Po upadku Drugiej Międzynarodówki wziął udział w konferencji w Zimmerwaldzie. Wtedy zmienił swoje poglądy polityczne, stając się komunistą. Zaprzyjaźnił się również z Włodzimierzem Leninem: uzyskał zgodę od niemieckiego ambasadora w Szwajcarii, dzięki czemu mógł zorganizować jego wyjazd do Rosji razem z towarzyszami. 1 stycznia 1918 w Piotrogrodzie został ranny w rękę, gdy zamachowiec strzelał do Włodzimierza Lenina. Później był jednym z twórców Międzynarodówski Komunistycznej i Partii Komunistycznej Szwajcarii. Od 1923 przebywał w ZSRR. W latach 30. padł ofiarą represji wielkiego terroru w ZSRR zainicjowanego przez Józefa Stalina. Aresztowany w 1938, a następnie umieszczony w 1938 w obozie pracy w Niandomie, został rozstrzelany.